# Leptoglossis
Leptoglossis ist eine Pflanzengattung aus der Familie der Nachtschattengewächse (Solanaceae). Der Gattung werden sieben Arten zugerechnet, die in zwei disjunkten Gebieten Südamerikas verbreitet sind.

## Beschreibung

### Vegetative Merkmale
Leptoglossis-Arten sind xerophytische (an Trockenheit angepasste), einjährige oder ausdauernde Pflanzen, deren Wuchshöhe zwischen 5 und 100 cm liegen kann. Typisch für die Gattung ist, dass die Rinde der Sprossachse kein Festigungsgewebe (Kollenchym) enthält und dass die Endodermis eine stärkehaltige Scheide ausbildet. Sowohl das Phloem als auch das Mark ist nicht faserig, im Gegensatz zum Perizykel. Die Behaarung besteht aus verschiedenen Arten von Trichomen: Meistens kommen drüsige Trichome mit einzelligen, zwei- bis vierzelligen oder vielzelligen Köpfen oder nicht-drüsige Trichome vor, selten sind auch verzweigte Trichome zu finden.
Die Laubblätter sind meist eng und stängelständig, manchmal linealisch mit einer Größe von 8 bis 25 × 1 bis 5 mm. Sie können lange Blattstiele haben oder aufsitzend sein. In zwei Arten tritt ein Dimorphismus der Blattform auf, bei dem die unteren Blätter breit und mit langen Blattstielen versehen sind und auf dem Boden eine Rosette bilden und die oberen Blätter aufsitzend und stängelständig sind.
Die Basischromosomenzahl der zwei bisher untersuchten Arten beträgt {\displaystyle x=10}, wobei Leptoglossis linifolia diploid ({\displaystyle n=10}) und Leptoglossis schwenkioides tetraploid ({\displaystyle n=20}) ist.

### Blüten
Der Blütenkelch ist 4 bis 6 mm lang und meist fünfzählig und radiärsymmetrisch. Ausnahme bildet die Art Leptoglossis albiflora, die einen zygomorphen, sieben- bis zehnzähligen Kelch aufweist. Für die Gattung typisch ist auch die Venatur der Kelchblätter, die zwischen den Hauptvenen fünf longitudinale Streifen aufweist und keine Leitgewebeentwicklung erkennen lässt. Die Krone kommt in verschiedenen Farben vor, beispielsweise rauchiggelb, cremefarben, lila oder violett und ist 9 bis 19 cm lang und bauchig. Ein weiteres besonderes Merkmal der Gattung ist der Grad der Verwachsung der Staubblätter mit der Krone. Mit Ausnahme der argentinischen Art Leptoglossis linifolia besitzen die Arten der Gattung relativ lange Staubblätter, deren Verwachsung mit den Kronblättern bis zur Hälfte der Kronröhre reichen kann. Leptoglossis linifolia hingegen besitzt kürzere Staubblätter, die an einer vergrößerten Kronenbasis mit den Kronblättern verwachsen sind. Leptoglossis schwenkioides besitzt als einzige Art der Gattung vier fertile Staubblätter, von denen zwei größere Staubbeutel haben als die anderen zwei, lateral gelegenen Staubbeutel. Die anderen Arten der Gattung besitzen nur zwei fertile Staubblätter und bilden drei reduzierte, sterile Staubblätter. Die Staubbeutel haben eine Länge von 1 bis 1,6 mm, die äußere Form ist kreisförmig oder leicht länger als breit. Die Theken sind stets verwachsen.

### Früchte und Samen
Die Früchte sind langgezogen, schalenförmig und treten aus dem Kelch hervor. In ihnen befinden sich etwa 100 polyedrisch geformte Samen mit einer Länge von 0,3 bis 0,5 mm. Die Samenschale (Testa) ist fein honigwabenartig strukturiert, das Endosperm ist reichlich ausgeprägt.

## Verbreitung
Die Arten der Gattung kommen in zwei voneinander disjunkten Gebieten Südamerikas vor. Der größte Teil der Arten ist in Peru zu finden, nur eine (Leptoglossis linifolia) in Argentinien.

## Systematik
Hier eine Auswahl der Arten:
- Leptoglossis darcyana Hunz. & Subils: Sie kommt in Peru vor.[1]
- Leptoglossis linifolia (Miers) Griseb.: Sie kommt im nördlichen und zentralen Argentinien vor.[1]
- Leptoglossis schwenkioides Benth.: Sie kommt in Peru vor.[1]
- Leptoglossis texana (Torr.) A. Gray: Sie wird auch als Hunzikeria texana (Torr.) D’Arcy in die Gattung Hunzikeria gestellt.[1]

## Ökologie
Schmetterlingsbestäubung ist ein verbreitetes Merkmal innerhalb der Gattung, was an den sehr deutlich beweglich ausgeprägten Staubbeuteln zu erkennen ist.

## Botanische Geschichte
Die Gattung wurde 1845 erstmals durch George Bentham mit der Art Leptoglossis schwenkioides beschrieben. Wettstein erkannte 1891 in Die Natürlichen Pflanzenfamilien diese Gattung nicht an und ordnete sie als Sektion den Salpiglossis zu. Die Beschreibung der Gattungen Cyclostigma durch Philippi 1870 und Leptofeddea durch Diels 1919 erwiesen sich später als Synonym zu Leptoglossis. Ein Teil der zunächst 1877 von Asa Gray als Leptoglossis subgenus Brachyglossis bezeichnet wurde, wurde 1976 von William D’Arcy als eigene Gattung Hunzikeria beschrieben, in der heute drei Arten unterschieden werden.